# Colours (Ayumi Hamasaki)
Colours è il quindicesimo album in studio della cantante giapponese Ayumi Hamasaki, pubblicato nel 2014.

## Tracce
Tutti i testi sono stati scritti da Ayumi Hamasaki.
1. Feel the Love – 5:19 (musica: Tetsuya Komuro)
2. XOXO – 4:19 (musica: Ameerah Roelants, Yohanne Simon, John Mamann, Rush Aziz, AJ Junior)
3. What Is Forever Love – 4:14 (musica: Daishi Dance, Tomoharu Moriya)
4. Hello New Me – 4:14 (musica: Kunio Tago)
5. Pray – 6:17 (musica: Tago)
6. Terminal – 5:42 (musica: Armin van Buuren, Benno de Goeij)
7. Angel – 3:44 (musica: Rodney Jerkins, Andy Kautz, Ardita Satka) – Jerkins, Kautz
8. Merry-Go-Round – 5:07 (musica: M-Flo, Unico, Jeb)
9. Lelio – 3:36 (musica: Fedde le Grand, Robin Morssink, Thomas Hagenbeek, Ross Palmer, Maruja Retana)
10. Now & 4Eva – 4:34 (musica: Kazuhiro Hara)